# Бланко (окръг, Тексас)
Окръг Бланко (на английски: Blanco County) е окръг в щата Тексас, Съединени американски щати. Площта му е 1847 km², а населението - 8418 души (2000). Административен център е град Джонсън Сити.